# Jeannine Oppewall
Jeannine Oppewall (Uxbridge, 28 de novembro de 1946) é uma decoradora de arte de cinema estadunidense. Foi indicada ao Oscar de melhor direção de arte em diversas ocasiões por seus trabalhos no design de produção.

## Prêmios e indicações
- Indicada: Oscar de melhor direção de arte — L.A. Confidential (1997)
- Indicada: Oscar de melhor direção de arte — Pleasantville (1998)
- Indicada: Oscar de melhor direção de arte — Seabiscuit (2003)
- Indicada: Oscar de melhor direção de arte — The Good Shepherd (2006)